# Gui
gui（ギ）は昭和54年（1979）創刊の日本の文芸雑誌。昭和10年（1935）に北園克衛が主宰したVOU（ヴァウ）クラブを源流とし、藤富保男、奥成達、山口謙二郎が中心になって発刊した。平成29年四月時点で通巻110号を発行している。

## 沿革
昭和53年（1978）に北園克衛が死去しVOUクラブは解散、機関誌「VOU」は通巻160号をもって終刊した。前年の1977年にVOUクラブ員になったばかりの奥成達は北園克衛と親交が厚かった藤富保男とともに船木仁、高橋昭八郎、伊藤勲などの元VOUクラブ員の有志をとりまとめ、1979年のエイプリルフールにguiを創刊した。誌名については《guitarのguiと発音する》と説明されていることから「ギ」、また会話のなかでは「ギー」などと呼ばれている。当初からguiは主宰者をおかず、事務局と呼ばれるポストに割り当てられたメンバーが会計事務から誌面制作まですべてを運営する。
参加者に編集者や文筆家が多く、また日本のジャズ界に影響をもつなど、誌面は奥成達のサブカルチャー的・1970年代的な交遊を色濃く反映している。《このguiに集った仲間は、今どこかの誌上で活躍している小説家、ヴィジュアル・ポエト、デザイナー、詩人、イラストレーター、写真家、漫画家といった連中である。自分を律するためには同人雑誌がベストだと信じて集ったのが、このguiである。そのため、ここはコリツムエン、キゼンたるエゴの羽根をのばすのには、絶好の競技場である。集団で物申す組織とは、ちがう》という表明のとおりメンバーは独立性がたかく、一般の同人組織のような作品評価の機会をもたない。ただしVOUの習慣を踏襲して定期的に例会がひらかれている。
詩誌として分類されることが多いものの掲載作品は詩歌にとどまらず小説・エッセイ・日記まで多岐にわたり、また写真や絵画作品の比重もたかく、メンバーは《いわゆる「詩」（というカテゴリー）の外に立つ「詩愛好者」》であると解説されている。

## 創刊号の参加者
- 藤富保男
- 伊藤勳
- 船木仁
- 奥成達
- 川辺元
- 高橋昭八郎
- 長谷邦夫
- 青野聰
- 中原隆吉
- 山村雅昭
- 桑原伸之
- 橋本克彦
- 奥成繁
- 岡崎英生
- 斎藤勳

## 現在の参加者
- 飯田隆昭
- 石川道生
- 岩田和彦
- 遠藤瓔子
- 大園由美子
- 岡村昭和
- 奥成繁
- 香川紘子
- 金澤一志
- 國峰照子
- 小中陽太郎
- 佐々木陽介
- 鈴木博美
- John Solt
- 四釜裕子
- 高橋肇
- 田口哲也
- 田村祐介
- David Walton Wright
- 冨上芳秀
- 羽毛田徹夫
- 濱條智里
- 藤富保男
- 南川優子
- 森千春
- 山口眞理子
- 山中真知子
- 山本一語
- 山本テオ

（通巻110号、2017年4月発行）

## 主な過去の参加者
- 奥成達
- 山口謙二郎
- 若林光江
- ながたはるみ
- 森原智子
- 安藤一男
- 岡部美民
- 石川清文
- 吉田仁
- 萩原健次郎
- 秋元幸人